# Ragusin
Ragusin – część kolonii Ostrożeń Trzeci położona w Polsce, w województwie mazowieckim, w powiecie garwolińskim, w gminie Żelechów.
W latach 1975–1998 Ragusin administracyjnie należał do województwa siedleckiego.